# The Best of The Animals (1997.)
The Best of The Animals je kompilacijski album britanskog rock sastava The Animals, kojeg diskografska kuća EMI objavljuje u 1997. godine.
To je bio njihov posljednji album od tri koja su objavljena s istim omotom. Materijal na albumu sadrži njihove najveće hitove kao i na prethodna dva ali također sadrži i druge pjesme te se razlikuje u popisu.

## Popis pjesama
1. "House of the Rising Sun" (tradicionalna, Alan Price) – 4:32
2. "We Gotta Get out of This Place" (Barry Mann, Cynthia Weil) – 3:15
3. "Road Runner" (Bo Diddley) – 2:51
4. "Let the Good Times Roll" (Leonard Lee) – 1:56
5. "Hallelujah I Love Her So" (Ray Charles) – 2:48
6. "I'm Going to Change the World" (Eric Burdon) – 3:37
7. "Bring It On Home to Me" (Sam Cooke) – 2:45
8. "Worried Life Blues" (M. Merriweather, Wabash) – 4:13
9. "Baby Let Me Take You Home" (Bob Russell, Farrell) – 2:22
10. "For Miss Caulker" (Eric Burdon) – 3:59
11. "I Believe to My Soul" (Ray Charles, Learner) – 3:25
12. "How You've Changed" (Chuck Berry) – 3:15
13. "Don't Let Me Be Misunderstood" (Bennie Benjamin, Sol Marcus, Gloria Caldwell) – 2:30
14. "It's My Life" (Roger Atkins, Carl D'Errico) – 3:09
15. "Club-A-Gogo" (Eric Burdon, Alan Price) – 2:22
16. "I'm Crying" (Alan Price, Eric Burdon) – 2:48
17. "Boom Boom" (John Lee Hooker) – 3:18
18. "Memphis Tennessee" (Chuck Berry) – 3:07
19. "Story of Bo Diddley" (Bo Diddley) – 5:43
20. "Dimples" (John Lee Hooker) – 3:17